# Svenska Handelsbanken
Svenska Handelsbanken AB (Handelsbanken) är en av de största bankerna i Norden. Banken har kontor i Sverige, Norge, Nederländerna och Storbritannien och har ett brett utbud av finansiella tjänster för företag och privatpersoner. Verksamheten omfattar bland annat företagstjänster, investment banking, finansiering, handel med värdepapper, placeringar samt personförsäkringar. Koncernen inkluderar dotterbolagen Handelsbanken Fonder, Handelsbanken Finans, Handelsbanken Liv, Stadshypotek och XACT Fonder.
Handelsbankens organisation är sedan början av 1970-talet decentraliserad, med starkt fokus på lokala bankkontor. Denna modell infördes under tidigare VD:n Jan Wallander. Från och med 2024 är Michael Green verkställande direktör. Huvudkontoret ligger vid Kungsträdgården i Stockholm.
Handelsbanken noterades på Stockholmsbörsen 1873 och är det äldsta bolaget bland de idag noterade börsbolagen.

## Historia
Historien kan delas in i flera perioder, från grundandet på 1800-talet till expansion i Norden och internationellt under 1900- och 2000-talen.

### 1871–1913: Grundande och tidig expansion
Banken grundades 1871 som Stockholms Handelsbank av en grupp företagare som tidigare varit kunder hos Stockholms Enskilda Bank. Det första kontoret öppnade vid Kornhamnstorg 4 i Gamla stan i Stockholm. Under ledning av Louis Fraenckel (1893–1911) utvecklades banken till en av landets ledande affärsbanker och flyttade 1905 in i det egna bankpalatset på Kungsträdgårdsgatan 4.

### 1914–1969: Förvärv och namnbyte
År 1914 förvärvades Bankaktiebolaget Norra Sverige och 1917 Norrlandsbanken. Efter förvärvet av Bankaktiebolaget Södra Sverige 1919 bytte banken namn till Svenska Handelsbanken och tog i bruk oktogonen som symbol. Expansionen fortsatte under 1920–50-talen genom uppköp av flera banker, bland annat Mälarbanken, Vänersborgsbanken och Gotlandsbanken.

### 1970–1999: Decentralisering och Nordenexpansion
Efter en kris 1969 utsågs Jan Wallander till VD. Han införde en decentraliserad organisation och vinstandelsstiftelsen Oktogonen. Under 1980- och 1990-talen expanderade banken i Norden genom etableringar och förvärv, bland annat Skånska banken (1990) och Bergensbanken (1999). I Storbritannien öppnades det första bankkontoret 1999.

### 2000–idag: Internationell närvaro och omstrukturering
År 2001 förvärvades Midtbank i Danmark och SPP Livförsäkring (avyttrad 2007). Handelsbanken ökade sin närvaro i Europa, men har sedan 2020 minskat antalet kontor i Sverige och avyttrat verksamhet i vissa länder.

## Organisation
Handelsbanken bedriver verksamhet på hemmamarknader och i utvalda internationella regioner.

### Dotterbolag och kontor
Hemmamarknader:
- Sverige
- Storbritannien
- Danmark (försäljning påbörjad)
- Finland (utlyst till försäljning)
- Norge
- Nederländerna

Övriga Europa:
- Frankrike (under nedstängning, kunder flyttas till Luxemburg)
- Luxemburg
- Polen (under nedstängning)
- Spanien

Övriga världen:
- New York (1 kontor)

### Ledning
Banken har traditionellt internrekryterat till ledande poster och ofta valt tidigare VD som styrelseordförande.

#### Verkställande direktörer
- Theodor Lundquist, 1871
- Albert Norman, 1871–1887
- Sexten Nisbeth, 1887–1893
- Louis Fraenckel, 1893–1911
- Carl Frisk, 1912–1922
- Mauritz Philipson, 1922–1923
- Helmer Stén, 1923–1944
- Ernfrid Browaldh, 1944–1955
- Tore Browaldh, 1955–1966
- Rune Höglund, 1966–1970
- Jan Wallander, 1970–1978
- Tom Hedelius, 1978–1991
- Arne Mårtensson, 1991–2001
- Lars O. Grönstedt, 2001–2006
- Pär Boman, 2006–2015
- Frank Vang-Jensen, 2015–2016
- Anders Bouvin, 2016–2019
- Carina Åkerström, 2019–2023
- Michael Green, från 2024

#### Styrelseordförande
- Victor Cramér, 1871–1874
- Axel G:son Bennich, 1874–1900
- Paul Isberg, 1900–1908
- Theodor Wijkander, 1909–1912
- Arvid Lindman, 1912–1923
- Berndt Wijkander, 1923–1925
- Emil Kinander, 1925–1929
- Erik E:son Rålamb, 1929–1938
- Gösta Malm, 1938–1944
- Helmer Stén, 1944–1950
- Rolf von Heidenstam, 1950–1958
- Sune Wetter, 1958–1966
- Tore Browaldh, 1966–1978
- Jan Wallander, 1978–1991
- Tom Hedelius, 1991–2001
- Arne Mårtensson, 2001–2006
- Lars O. Grönstedt, 2006–2008
- Hans Larsson, 2008–2013
- Anders Nyrén, 2013–2015
- Pär Boman, från 2015

## Samarbete med högskolor och universitet
Handelsbanken är medlem i Handelshögskolan i Stockholms partnerprogram som Capital Partner och samarbetar med högskolan inom utbildning och forskning.

## Personal- och kulturverksamhet
Banken har en konstförening för anställda, bildad 1944, som är en av koncernens största personalföreningar.